# Эсен Буга-хан II
Эсен Буга-хан (чагат. اسن بغای خان‎, также Исан-Буга, Есен-Буга; ?—1462) — хан Моголистана (1429—1462). Младший сын Султан-Увайс-хана.
После убийства Сатук-хана большинство амиров провозгласило ханом Эсен Бугу, в результате чего его старший брат Йунус со своими сторонниками ушел в Самарканд. 
Центральная власть при нём заметно ослабла; по причине малолетства нового хана власть в государстве полностью перешла к амирам племен, которые почувствовали себя фактически независимыми правителями в своих уделах. Пренебрежение к ханской власти дошло до предела когда амиры во время собрания у хана на его глазах изрубили ханского наиба Тимура уйгура. Эсен Буга-хан в панике бежал из своей ставки, но вскоре был найден амиром Сайидом-Али дуглатом и привезен в Аксу, который и стал его резиденцией.
Поскольку начиная примерно с 1450 года Эсен-Буга-хан начал беспокоить своими набегами владения Тимуридов в Мавераннахре, Султан Абу Саид-мирза в 1456 году послал против него войско во главе со старшим братом Эсен-Буги Йунус-султаном; но этот военный поход окончился безуспешно.
В период между 1460—1465 годов, из Узбекского ханства в пределы Моголистана, недовольные жёсткой политикой Абулхайр-хана, прикочевали султаны Керей и Жанибек со своими поданными в количестве 200 тыс. человек. Эсен-Буга предоставил им территорию в долине рек Шу и Талас. 
Эсен-Буга-хан скончался в 1462 году. После смерти Эсен Буга-хана, его сын образовал ханство в Восточном Туркестане (1462— 1469).